# Facultad de Artes y Diseño de la Universidad Nacional de Cuyo
La Facultad de Artes y Diseño es una unidad académica de la Universidad Nacional de Cuyo (Provincia de Mendoza, Argentina). Ofrece cinco grupos de carreras: artes del espectáculo, artes visuales, cerámica, diseño y música con alrededor de 35 títulos de grado. También ofrece carreras de posgrado.

## Carreras
- - Artes Visuales
    - Licenciatura en Artes Plásticas
    - Profesorado de Grado Universitario en Artes Visuales

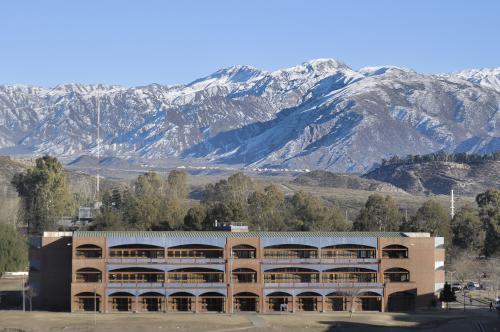
Edificio de Gobierno de la FAD

    - Profesorado y Licenciatura en Historia de las Artes Plásticas
    - Profesorado de Grado Universitario y Licenciatura en Historia del Arte
    - Licenciatura en Producción y Gestión de Artes Visuales

  - Cerámica
    - Licenciatura en Cerámica Industrial
    - Licenciatura en Cerámica Artística
    - Profesorado de Grado Universitario en Cerámica Artística

  - Artes del Espectáculo
    - Licenciatura en Arte Dramático
    - Profesorado de Grado Universitario en Teatro
    - Diseño Escenográfico
    - Licenciatura en Gestión y Producción Teatral

  - Diseño
    - Diseño Industrial
    - Diseño Gráfico
    - Profesorado de Grado Universitario de Diseño

  - Música
    - Licenciatura en Canto
    - Licenciatura en Composición Musical
    - Licenciatura en Dirección Coral
    - Licenciatura en Instrumentos
      - Guitarra
      - Piano
      - Órgano

    - Licenciatura en Instrumento Elegido
      - Flauta
      - Trompeta
      - Trombón
      - Clarinete
      - Oboe
      - Saxofón
      - Fagot
      - Violín
      - Viola
      - Violonchelo
      - Contrabajo
      - Percusión

    - Profesorado de Grado Universitario de Música
    - Profesorado de Grado Universitario de Teorías Musicales
    - Licenciatura en Música Popular

## Actividades destacadas

### 'Semana de las Artes y el Diseño
Desde el año 2012, la Facultad de Artes y Diseño presenta a la comunidad los conocimientos generados en sus cinco grupos de carreras: artes del espectáculo, artes visuales, cerámica, diseño y música. La Semana de las Artes y el Diseño es el tiempo que dedica la institución a compartir las producciones y manifestaciones artísticas y de diseño de estudiantes y docentes. A través de diversas actividades como muestras, conciertos, instalaciones, intervenciones, talleres, obras de teatro, mesas redondas de discusión y reflexión se hace partícipe al público de manera libre y gratuita.
Cada año se trabaja sobre un eje temático que convoca y da coherencia a las producciones de cátedras, trabajos de investigación, actividades de extensión, entre otras.
En el año 2012 el eje fue Convivencia en la diversidad
La muestra "Silla, sillita, sillón" fue el motivo de trabajo en el año 2013
Durante 2014 se trabajó sobre el eje conceptual: Construcción-deconstrucción. En 2015 el tema convocante fue el Espacio Urbano.

## Grupos de Diseño Destacados
El grupo Grapo es el apócope de Gráfica Popular. Se inició a principios del año 2003, conformado por Edgardo Castro, Ricardo Colombano, Eduardo
López y Luis Sarale. Los mismos son Profesores Titulares de la Carrera de Diseño Gráfico de la Facultad de Artes y Diseño, de la Universidad Nacional de Cuyo. Se propone recuperar el afiche y el cartelcomo elemento paradigmático del diseño, como medio de expresión y comunicación. Teniendo la voluntad de retomar lo popular para la comunicación de ideas y valores para reconstruir, descolocar, descoleccionar las imágenes con las que se construye lo político, pero también la imagen y representación del mundo y los fenómenos, ideas y hechos que lo rodean y transforman.
El trabajo del grupo:
en sus comienzos, realizaba exposiciones periódicas en el ámbito de la
Universidad, luego amplió su ámbito de difusión a exposiciones,
publicaciones y participación en medios de comunicación,

### Exposiciones
- 4 al 6 de agosto de 2008. Muestra de la obra del Grupo Grapo en las 1º Jornadas sobre Diseño y Enseñanza: Cuatro Lógicas Posibles. Organizadas por DiSUR. Red Académica Argentina de Carreras de Diseño en Universidades Nacionales. Facultad de Arquitectura, Diseño y Urbanismo. Universidad Nacional de Buenos Aires.
- Marzo de 2008. Participación en la muestra 50 años de la carrera de Diseño en la Universidad Nacional de Cuyo. Facultad de Artes y Diseño. UNCuyo.
- Marzo-Abril de 2008. Participación en la muestra en adhesión a los 50 años de la carrera de Diseño en la Universidad Nacional de Cuyo. CICUNC. UNCuyo.
- Mayo de 2007. Muestra “Mozo! Un café por favor” organizada por la Agencia Utopía. MUCHA Museo de Chacras.
- Noviembre de 2006. Participación en la muestra "GUÓN". Colección de Diseño Mendocino. ECA Espacio de Arte Contemporáneo.
- Octubre 2006. Participación en la muestra TMDG. Polideportivo Mar del Plata.
- Diciembre de 2006. Participación en la muestra “PERIFÉRICA”. Centro Cultural Borges. Buenos Aires
- Junio/Julio de 2006. Participación en la muestra Mendoza en el MACRO. Museo MACRO, Rosario.
- Marzo de 2006. Participación en la muestra integrante de los actos conmemorativos del 30.º aniversario del golpe de Estado. Facultad e Artes y Diseño. Universidad Nacional de Cuyo.
- Marzo y abril de 2006. Participación en la muestra "A 30 años del golpe decimos..." Facultad e Arquitectura, Diseño y Urbanismo. Universidad de Buenos Aires.
- Noviembre de 2005. Participación en la muestra "Malvenido Bush" Facultad de Arquitectura, Diseño y Urbanismo. Universidad de Buenos Aires.
- Junio de 2005. Exposición de la obra completa del Grupo Grapo en la muestra "La poética de la producción en las Artes y el Diseño". Museo Municipal de Arte Moderno (Mendoza).
- Abril de 2005. Exposición del Grupo GRAPO. Participación en la muestra "El trabajo intergénero, las estrategias comunicativas y la reformulación del espacio del libro" Biblioteca Central. Universidad Nacional de Cuyo.
- Abril de 2004. Participación en la Muestra de Afiches “Que pase el que sigue” en conmemoración de los 20 años de Democracia. Organizada por la ONG “Utopía” Café Soul, Mendoza.
- Marzo de 2004. Participación en la muestra “Que pase el que sigue” conjuntamente con la muestra de Hermenegildo Sabat "20 años de Democracia" ECA. Espacio Contemporáneo de Arte. Mendoza
- Noviembre de 2003 Participación del Grupo GRAPO en la muestra: Visual 2003. Organizada por la Facultad de Artes y Diseño, Universidad Nacional de Cuyo. Espacio Contemporáneo de Arte, Mendoza.
- Setiembre de 2003 Participación en la muestra Semana de las Artes y el Diseño. Organizada por la Facultad de Artes y Diseño, Universidad Nacional de Cuyo. Espacio Contemporáneo de Arte, Mendoza.